# 10724 Carolraymond
10724 Carolraymond è un asteroide della fascia principale. Scoperto nel 1986, presenta un'orbita caratterizzata da un semiasse maggiore pari a 2,3525728 UA e da un'eccentricità di 0,0943198, inclinata di 5,77605° rispetto all'eclittica.